# He 177
A Heinkel He 177 Greif egy, a Luftwaffe számára gyártott német távolsági nehézbombázó. A gép kifejlesztése a Condor légió spanyolországi polgárháborúban való részvétele kezdetén indult, mikor a német hadvezetés számára nyilvánvalóvá vált egy stratégiai nehézbombázó kialakításának szükségessége. A kialakított repülőgép azonban számos szerkezeti hibával rendelkezett, amelyek miatt nem vált a Luftwaffe általánosan használt nehézbombázójává.

## Tervezés és kialakítás
1936-ban a német Légügyi Minisztérium egy új nehézbombázó kialakítására írt ki pályázatot, mely legkevesebb 1000 kg bomba szállítására kellett alkalmas legyen 5000 km-es távon, ezenkívül pedig kritérium volt az 550 km/h feletti végsebesség. A pályázatot végül a Heinkel Flugzeugwerke főtervezője, Siegfried Günter konstrukciója nyerte meg.
A repülőgép prototípusába Günter két db DB 610, 2950 LE-s motort épített be. A gépbe négyágú légcsavarok kerültek, melyek a tervek szerint a gép stabilitását segítik elő, ezáltal tökéletesítve a gép manőverezőképességét és zuhanóbombázásra való alkalmasságát, valamint párologtató hűtőberendezést szereltetett be, a motor túlmelegedését megakadályozandó. A prototípus véglegesítése előtt azonban nyilvánvalóvá vált, hogy ez a berendezés nem képes a két darab, 2950 LE-s motorok által keltett nagy hőt elvezetni, így végül hagyományos, gyűrűs hűtőket szereltek be, melyeket a légcsavarok mögé illesztettek, a Ju 88 bombázó mintájára.
Az elképzelések szerint a repülőgépbe három, pilótafülkéből irányítható lövegtornyot szereltek volna be, a sorozatgyártásra kerülő példányok azonban csak egyetlen irányítható hátsó lövegtornyot kaptak, melybe két 13 mm-es MG 131 géppuskát szereltek be. Ezenkívül a gép hátsó részébe is beépítettek egy MG 131-es géppuskát, illetve egy MG 151 gépágyút. A szemből érkező támadások ellen a pilótafülke elé egy 7,92 mm-es MG 81-es géppuskát és egy MG 151 gépágyút szereltek be. 
A gép első prototípusa 1939. november 9.-én szállt fel, berepülő pilótája Carl Franke hadnagy volt. A V1 névre keresztelt prototípus azonban a motorok túlmelegedése miatt mindössze 12 percet töltött a levegőben. Franke hadnagy kielégítően nyilatkozott a gép kezelhetőségéről és landolási képességeiről, viszont a légcsavarok és a gép farokrészének elégtelen mérete miatt jelentkező vibrációra panaszkodott. Ennek hatására a későbbi modelleken számos változtatást hajtottak végre, többek között a gép farokrészének méretét is 20%-kal növelték meg. Ezek a változtatások azonban nem szüntették meg a problémákat, a berepülőpilóták továbbra is erős vibrációról panaszkodtak, sőt a V4 egy, a Balti-tenger fölött végrehajtott manővert követően lezuhant. A V5 prototípus sem járt jobban, egy 1941-es tesztrepülés során a két motor kigyulladt, a gép pedig lezuhant és felrobbant.
A felmerülő problémák miatt Ernst Heinkel, a Heinkel Flugzeugwerke igazgatója ellenezte a gép sorozatgyártását, ez azonban a Luftwaffe parancsnokságának nyomására mégis beindult.

## Alkalmazási története
A Heinkel He 177 sorozatgyártása 1942-ben vette kezdetét. A bevetések során azonban szembeötlőek voltak a gép hiányosságai: állandó motorproblémákkal küszködött és a gép vázának strapabírása is hagyott kívánnivalókat maga után. Ezeknek köszönhetően mindössze 13 bevetésre került sor, ezeknek során hét repülőgép semmisült meg. 
A típus legnagyobb bevetése a Steinbock hadművelet idején volt, 1944 tavaszán, amikor összesen 46 repülőgép vett részt a hadműveletben. Legelső bevetésükkor 13 He 177 repülőgépet küldtek London bombázására, ebből egy már a felszállásnál megsérült, további nyolc darab volt kénytelen visszatérni a bázisra motorhiba miatt, a Londont elérő négy gép közül pedig egyet lelőttek a De Havilland Mosquito vadászbombázók, mindössze három gép teljesítette sikeresen a küldetést.
A nyugati bevetéseken kívül kis számban szolgáltak He 177-esek a keleti fronton is, nagyobb számban csak a sztálingrádi csatában vettek részt.
A háború vége fele a He 177 V3 és V4 névre keresztelt prototípusa alapján tervezte meg Ernst Heinkel a He 274 és He 277 nehézbombázó repülőgépeket, ez utóbbit az Egyesült Államok bombázására tervezte megépíteni, a háború befejeződése miatt azonban mindkét repülőgép fejlesztése a tervezési fázisban elakadt.